# Yobidashi

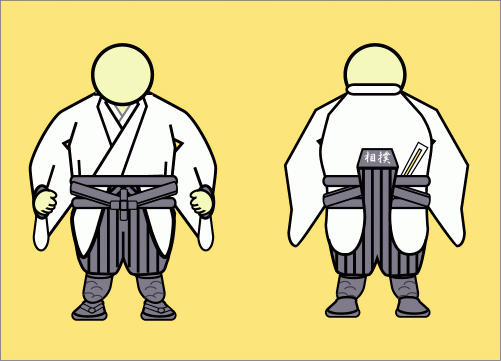
Abbigliamento tradizionale di uno yobidashi

Lo yobidashi (in giapponese 呼出 o 呼び出し Annunciatore) è incaricato di chiamare un lottatore di sumo professionista, o rikishi, sul dohyō (ring del sumo) immediatamente prima del suo incontro. Lo fa chiamando il nome di ogni lottatore che combatte mentre tiene in mano un tradizionale ventaglio pieghevole.

## Uniforme
L'uniforme indossata dallo yobidashi è liberamente ispirata a un abito da operaio giapponese vecchio stile.

## Responsabilità
In linea con i loro abiti da operaio, gli yobidashi sono in realtà i tuttofare della International Sumo Federation e hanno una vasta gamma di compiti. Questi includono, nei giorni degli incontri: spazzare l'arena, fornire sale di purificazione, esporre striscioni che mostrano che una partita è stata decisa a tavolino (di solito a causa del ritiro di un concorrente), che è stata dichiarata una rivincita e assicurarsi che, durante un incontro, nessun lottatore si ferisca sul secchio di chikara-mizu (acqua di alimentazione) situato in un angolo del ring. Possono anche essere esposti gli striscioni pubblicitari delle aziende che sponsorizzano determinati incontri tra lottatori popolari. Sono anche responsabili di suonare i tamburi al di fuori dell'arena (tradizionalmente per attirare i clienti) nei giorni degli incontri.
Gli yobidashi costruiscono anche l'anello di lotta in argilla (o dohyō) per i tornei e le gare di esibizione e anelli per le scuderie di addestramento. Esiste anche una tradizione che riguarda le canzoni scritte dagli yobidashi, chiamate jinku, ispirate alla vita nel sumo.

## Carriera e livello

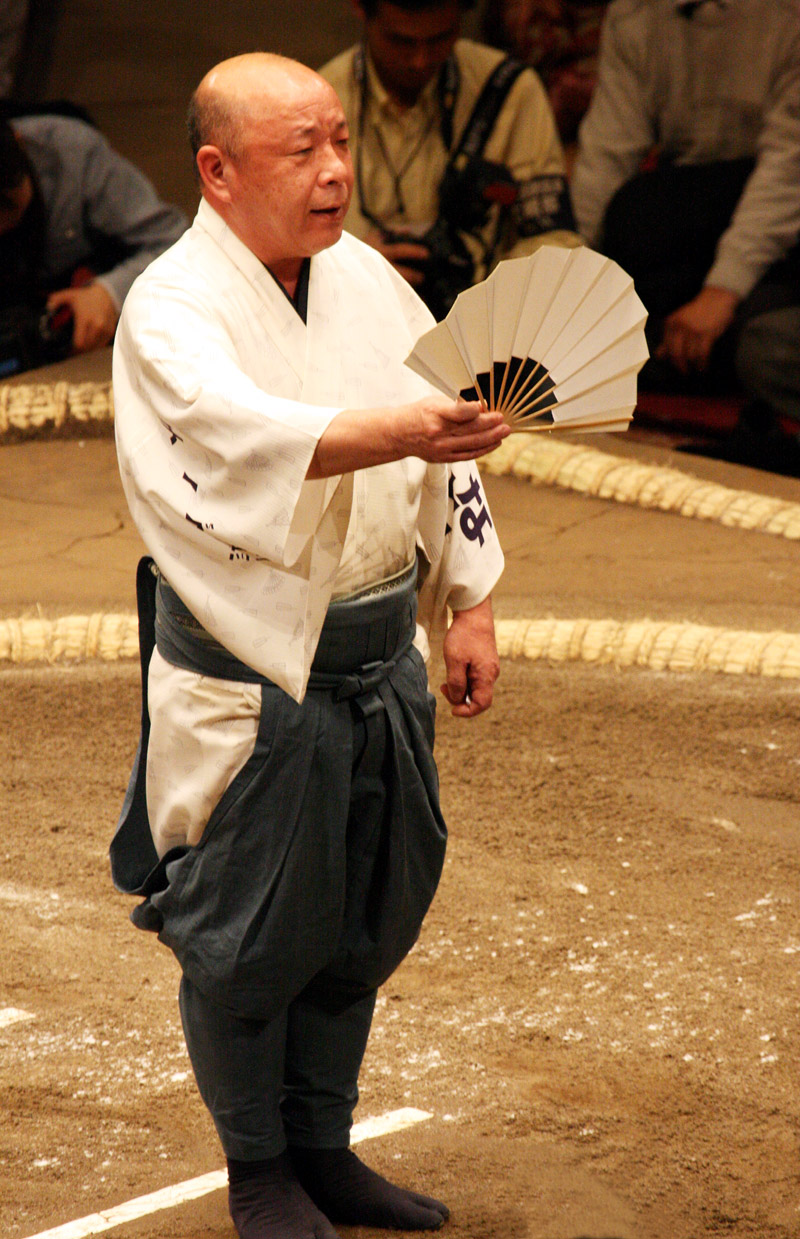
Hideo, tate-yobidashi al torneo di maggio del 2008

Come i gyōji, gli yobidashi tipicamente entrano nel mondo del sumo come adolescenti e lavorano su una scala di carriera basata approssimativamente sul sistema di classificazione per i lottatori fino al loro ritiro a 65 anni. L'attuale sistema di classificazione è stato creato nel luglio 1993 e si compone dei seguenti nove ranghi:
- tate-yobidashi (立呼出)
- fuku-tate-yobidashi (副立呼出)
- san'yaku-yobidashi (三役呼出)
- makuuchi-yobidashi (幕内呼出)
- jūryō-yobidashi (十両呼出)
- makushita-yobidashi (幕下呼出)
- sandanme-yobidashi (三段目呼出)
- jonidan-yobidashi (序二段呼出)
- jonokuchi-yobidashi (序ノ口呼出)

La maggior parte di questi ranghi segue chiaramente quelli per i rikishi, o lottatori, ad eccezione dei ranghi di tate e fuku-tate, che rappresentano rispettivamente il capo e il vice capo. Questo sistema è identico a quello applicato per i gyoji. Prima del luglio 1993, gli yobidashi erano semplicemente classificati di prima classe, di seconda classe, ecc.
La promozione attraverso questi ranghi si basa principalmente sull'esperienza, anche se viene presa in considerazione anche la capacità, in particolare nelle promozioni ai massimi livelli.

## Nomi di battaglia
Ogni yobidashi prende un nome unico come nome di battaglia, a differenza di lottatori (rikishi) e gyōji che hanno sia un cognome che un nome. Questo potrebbe essere collegato alla pratica del periodo Edo in Giappone in cui solo le persone della classe dei samurai potevano avere un cognome. I lottatori (coinvolti in un'attività marziale) e i gyōji (che erano stati letterati) potevano essere interpretati come aventi posizioni coerenti con lo stato di un samurai, mentre gli yobidashi, semplici operai, no.
A partire dal luglio 1993, anche gli yobidashi di livello più alto avevano i loro nomi inclusi nel banzuke, il foglio di classifica prodotto prima di ogni honbasho. A parte un breve periodo precedente, solo il gyōji era tradizionalmente incluso nel banzuke, oltre ai lottatori e ai loro maestri di addestramento, o oyakata, cosa che indicava ancora la differenza di status dei due lavori.